# Adelaide Football Club

L'Adelaide Football Club (de son nom usuel, Adelaide Crows) est un club professionnel de football australien de l'Australian Football League localisé à Adélaïde en Australie-Méridionale. Fondé en 1990, il évolue au AAMI Stadium.
Le club a la distinction d'être le seul club à avoir une fiche parfaite en Grande Finale.
Le club entra dans l'AFL en 1991 de façon brillante, en battant les champions défendants de la ligue, les Hawthorn Hawks par 86 points devant 44,902 personnes. Le club terminera neuvième sur quatorze.
En 1993, Adelaide termine cinquième et se qualifie pour sa première phase finale. Le club remporte le match éliminatoire face à Hawthorn 110 - 95, perdra la semi-finale face à Carlton 86 - 68 et se fera éliminer en demi-finale par Essendon 111 - 100.
Adelaide manquera les phases finales les trois saisons suivantes mais fera son retour en 1997 avec une quatrième place. Adelaide remportera le match qualificatif face au West Coast Eagles, la semi-finale face à Geelong, la demi-finale face au Western Bulldogs et remportera leur premier titre de champion en battant en finale St Kilda 125 - 94.
En 1998, les Crows terminent cinquième, perdent le match qualificatif face au Demons, remportent la semi-finale à Sydney, puis la demi-finale face au Bulldogs avant de battre North Melbourne en grande finale 105 - 70.
Les saisons suivantes seront difficiles sauf en 2002 ou le club termine troisième et se fera éliminer en demi-finale par Collingwood.
En 2005, Adelaide remporte pour la première fois la saison régulière, mais se fera éliminer en demi-finale par les West Coast Eagles.
En 2006, le club termine deuxième derrière les Eagles et se fera une nouvelle fois éliminer par les Eagles en demi-finale.
La fin des années 2000 sera plus compliquée malgré une cinquième place en 2008 et 2009.
2010 et 2011 sont mauvaises sur le plan sportif mais le club retrouve des couleurs en 2012 en terminant deuxième à égalité avec le leader Hawthorn. Lors du match qualificatif, le club s'inclinera face à Sydney 71 - 42, se rattrape en semi-finale en battant Fremantle 81 - 71 mais s'incline en demi-finale face à Hawthorn 97 - 92.
En 2013, Adelaide termine seulement onzième à 4 points du huitième Carlton.
En 2014, Adelaide termine dixième de nouveau à 4 points des play-offs.
En 2015, Adelaide termine septième et se qualifie donc pour les play-offs. Adelaide remporte le premier tour à Melbourne contre les Bulldogs 109 - 102 mais s'incline au tour suivant contre Hawthorn 135 - 61.
Adelaide est le premier club non victorien à remporter la grande finale 2 fois consécutives.
Champion AFL: 1997 et 1998.

## Joueurs

### Effectif actuel
- 1 Nick Gill
- 2 John Meesen
- 3 Kris Massie  Suède
- 4 Kurt Tippett
- 5 Scott Thompson
- 6 Jonathon Griffin
- 7 Nathan Van Berlo
- 8 Nathan Bassett
- 9 Tyson Edwards
- 10 Matthew Bode
- 11 Michael Doughty
- 12 Robert Shirley
- 13 Ben Hudson
- 14 David Mackay (en)
- 15 Jason Torney
- 16 Ken McGregor
- 17 Scott Welsh
- 18 Graham Johncock
- 19 Darren Pfeiffer
- 20 Ivan Maric
- 21 Chris Knights
- 22 Ian Perrie  Zimbabwe
- 23 Andrew McLeod
- 24 Brett Burton
- 25 Ben Rutten
- 26 Richard Douglas
- 27 Scott Stevens
- 28 Bernie Vince
- 29 James Sellar
- 30 Luke Jericho
- 31 Bryce Campbell
- 32 Mark Ricciuto (capitaine, Vétéran)
- 33 Brent Reilly
- 35 Rhett Biglands
- 36 Simon Goodwin (Vétéran)
- 37 Trent Hentschel
- 38 John Hinge
- 39 Martin Mattner
- 40 Jason Porplyzia
- 44 Nathan Bock

- Recrues:

- 41 James Turner
- 42 Rhys Archard
- 43 Andrew McIntyre
- 45 Greg Gallman

### Capitaines
- Chris McDermott, 1991-94
- Tony McGuinness, 1995-96
- Mark Bickley, 1997-2000
- Mark Ricciuto, 2001-présent

## Entraîneurs
- Graham Cornes, 1991-94
- Robert Shaw, 1995-96
- Malcolm Blight, 1997-99
- Gary Ayres, 2000-04^
- Neil Craig, 2004-présent

^ Ayres quitta en cours de saison en 2004 lorsqu'il lui fut dit que son contrat ne serait pas renouvelé au terme de la saison.